# Río Bargo
El río Bargo, un curso de agua de la cuenca de Hawkesbury - Nepean, está ubicado en los distritos de Southern Highlands y Macarthur de Nueva Gales del Sur, Australia. 

## Curso
El río Bargo nace en las laderas del sur de las Tierras Altas del Sur, al norte de Colo Vale, y fluye generalmente hacia el noreste, se le unen dos afluentes menores antes de llegar a su confluencia con el río Nepean, cerca de Bargo. 
En su cuenca superior, el río atraviesa el Área de Conservación Estatal del Río Bargo, una reserva natural ubicada entre Hill Top y Yerrinbool.